# ليل مانهاتن
ليل مانهاتن (بالإنجليزية: Manhattan Night)‏ هو فيلم جريمة إثارة أمريكي من إخراج برايان ديكيبلس وبطولة أدريان برودي، إيفون ستراهوفسكي، جينيفر بيلز وكامبل سكوت، صدر الفيلم في 20 مايو 2016.

## روابط خارجية
- ليل مانهاتن على موقع IMDb (الإنجليزية)
- ليل مانهاتن على موقع ميتاكريتيك (الإنجليزية)
- ليل مانهاتن على موقع روتن توميتوز (الإنجليزية)
- ليل مانهاتن على موقع نتفليكس (الإنجليزية)
- ليل مانهاتن على موقع قاعدة بيانات الأفلام العربية
- ليل مانهاتن على موقع ألو سيني (الفرنسية)
- ليل مانهاتن على موقع Turner Classic Movies (الإنجليزية)
- ليل مانهاتن على موقع أول موفي (الإنجليزية)
- ليل مانهاتن على موقع فيلمافينيتي (الإسبانية)
- ليل مانهاتن على موقع قاعدة بيانات الفيلم (الإنجليزية)